# Suchý (národní přírodní rezervace)
Suchý je národní přírodní rezervace v katastrálních územích obcí Krasňany a Nezbudská Lúčka v okrese Žilina v Žilinském kraji na Slovensku. Chráněné území bylo vyhlášeno v roce 1979 a jeho rozloha je 429,42 hektaru. Předmětem ochrany je soubor lesních a kosodřevinných společenstev na rozmanitém horninovém podloží, místy s porosty pralesního charakteru, zachovanou horní hranicí lesa a výraznými tvary reliéfu. Rezervace leží v pohoří Malá Fatra, na severním svahu hory Suchý a je součástí národního parku Malá Fatra.